# 咸廙業
咸廙業（？—？），唐朝經學家、儒学学者。

## 生平
咸廙业原为大理评事。开元初年，咸廙業和监察御史趙冬曦、秘书少监賀知章、校书郎孫季良入丽正书院修撰。将仕郎王嗣琳、四门助教范仙廈为校勘，翰林供奉呂向、東方顥为校理。唐玄宗以張說、徐堅、賀知章、趙冬曦、馮朝隱、康子元、侯行果、韋述、敬會真、趙玄默、毋煚、呂向、咸廙業、李子釗、東方顥、陸去泰、余欽、孫季良為十八學士。
开元十年（722年），起居舍人陆坚被诏丽正书院修《唐六典》，玄宗手写六条：理典、教典、礼典、政典、刑典、事典。张说知丽正书院事，徐坚为副，经过一年无规制，于是命毋煚、余钦、咸廙业、孙季良、韦述参撰。于是以《周礼》六官作为格式。开元十三年（725年）四月，玄宗改集仙殿为集贤殿，改丽正书院为集贤院，张说知院事，徐坚为副，礼部侍郎贺知章、中书舍人陆坚为学士，国子博士康子元为侍讲学士，考功员外郎赵冬曦、监察御史咸廙业、门下省左补阙韦述、李子钊、陆去泰、吕向、拾遗毋煚、太学助教余钦、四门学博士赵玄默为直学士。开元二十六年（738年）《唐六典》书成。咸廙业的赞语“郁郁高文，英英博识。持我行宪，式是谅直。”